# Scars on Broadway (album)
Scars on Broadway jest debiutanckim albumem formacji Scars On Broadway.

## Lista utworów
Źródło.
1. "Serious" - 2:07
2. "Funny" - 2:55
3. "Exploding/Reloading" - 2:15
4. "Stoner-Hate" - 1:58
5. "Insane" - 3:07
6. "World Long Gone" - 3:16
7. "Kill Each Other/Live Forever" - 3:05
8. "Babylon" - 3:56
9. "Chemicals" - 3:13
10. "Enemy" - 3:03
11. "Universe" - 4:15
12. "3005" - 2:54
13. "Cute Machines" - 3:03
14. "Whoring Streets" - 3:01
15. "They Say" - 2:48